# Rally de Francia - Alsacia de 2010
El Rally de Alsacia de 2010, oficialmente 1º Rallye de France - Alsace, fue la primera edición y la decimoprimera ronda de la temporada 2010 del Campeonato Mundial de Rally. Se celebró entre el 1 y el 3 de octubre y la prueba contó con 352.88 km cronometrados repartidos en veinte tramos sobre asfalto. Fue además, la octava ronda del campeonato de producción, la quinta ronda del campeonato junior y la novena ronda del campeonato Super 2000. La primera edición del Rally de Alsacia, entró en sustitución del Rally de Córcega, que se disputó por última vez en 2008, como la ronda francesa del campeonato mundial.
El vencedor fue Sébastien Loeb que supuso un triunfo doble, puesto que ganó la prueba y su séptimo título mundial con el aliciente de haber corrido en casa, puesto que él nació en la región de Alsacia y fue muy arropado y animado por la afición francesa. Segundo fue Dani Sordo con el segundo coche de Citroën y tercero Petter Solberg que completaba un podio formado por tres Citroën C4 WRC.

## Itinerario y ganadores
| Día           | Tramo | Hora  | Nombre              | Distancia | Ganador            | Tiempo          | Velo. media     | Líder rally    |
| ------------- | ----- | ----- | ------------------- | --------- | ------------------ | --------------- | --------------- | -------------- |
| Día 1 (1 Oct) | SS1   | 8:43  | Hohlandsbourg 1     | 9.90 km   | Sébastien Loeb     | 5:18.0          | 112.08 km/h     | Sébastien Loeb |
| Día 1 (1 Oct) | SS2   | 9:01  | Firstplan 1         | 16.58 km  | Sébastien Loeb     | 8:20.3          | 119.30 km/h     | Sébastien Loeb |
| Día 1 (1 Oct) | SS3   | 9:39  | Vallée de Munster 1 | 22.33 km  | Sébastien Loeb     | 11:14.6         | 119.16 km/h     | Sébastien Loeb |
| Día 1 (1 Oct) | SS4   | 11:02 | Grand Ballon 1      | 24.12 km  | Sébastien Loeb     | 13:50.7         | 104.53 km/h     | Sébastien Loeb |
| Día 1 (1 Oct) | SS5   | 14:05 | Hohlandsbourg 2     | 9.90 km   | Jari-Matti Latvala | 5:28.5          | 108.49 km/h     | Sébastien Loeb |
| Día 1 (1 Oct) | SS6   | 14:23 | Firstplan 2         | 16.58 km  | Sébastien Loeb     | 8:25.1          | 118.17 km/h     | Sébastien Loeb |
| Día 1 (1 Oct) | SS7   | 15:01 | Vallée de Munster 2 | 22.33 km  | Dani Sordo         | 11:13.5         | 119.36 km/h     | Sébastien Loeb |
| Día 1 (1 Oct) | SS8   | 16:24 | Grand Ballon 2      | 24.12 km  | Jari-Matti Latvala | 14:28.5         | 99.98 km/h      | Sébastien Loeb |
| Día 2 (2 Oct) | SS9   | 8:28  | Klevener 1          | 10.54 km  | Sébastien Loeb     | 6:25.2          | 98.50 km/h      | Sébastien Loeb |
| Día 2 (2 Oct) | SS10  | 8:57  | Ungersberg 1        | 15.50 km  | Dani Sordo         | 9:20.4          | 99.57 km/h      | Sébastien Loeb |
| Día 2 (2 Oct) | SS11  | 10:05 | Pays d'Ormont 1     | 35.48 km  | Sébastien Loeb     | 19:39.7         | 108.27 km/h     | Sébastien Loeb |
| Día 2 (2 Oct) | SS12  | 11:03 | Salm 1              | 13.09 km  | Jari-Matti Latvala | 7:18.9          | 107.37 km/h     | Sébastien Loeb |
| Día 2 (2 Oct) | SS13  | 14:16 | Klevener 2          | 10.54 km  | Sébastien Ogier    | 6:22.0          | 99.33 km/h      | Sébastien Loeb |
| Día 2 (2 Oct) | SS14  | 14:45 | Ungersberg 2        | 15.50 km  | Dani Sordo         | 9:31.5          | 97.64 km/h      | Sébastien Loeb |
| Día 2 (2 Oct) | SS15  | 15:53 | Pays d'Ormont 2     | 35.48 km  | Petter Solberg     | 21:35.2         | 98.62 km/h      | Sébastien Loeb |
| Día 2 (2 Oct) | SS16  | 16:51 | Salm 2              | 13.09 km  | Petter Solberg     | 7:35.5          | 103.46 km/h     | Sébastien Loeb |
| Día 3 (3 Oct) | SS17  | 8:29  | Haguenau 1          | 4.20 km   | Petter Solberg     | 3:13.3          | 78.22 km/h      | Sébastien Loeb |
| Día 3 (3 Oct) | SS18  | 9:38  | Bitche Camp 1       | 24.70 km  | Dani Sordo         | 12:34.4         | 117.87 km/h     | Sébastien Loeb |
| Día 3 (3 Oct) | SS19  | 12:16 | Bitche Camp 2       | 24.70 km  | Tramo cancelado    | Tramo cancelado | Tramo cancelado | Sébastien Loeb |
| Día 3 (3 Oct) | SS20  | 13:40 | Haguenau 2          | 4.20 km   | Jari-Matti Latvala | 3:12.3          | 78.63 km/h      | Sébastien Loeb |

## Clasificación final

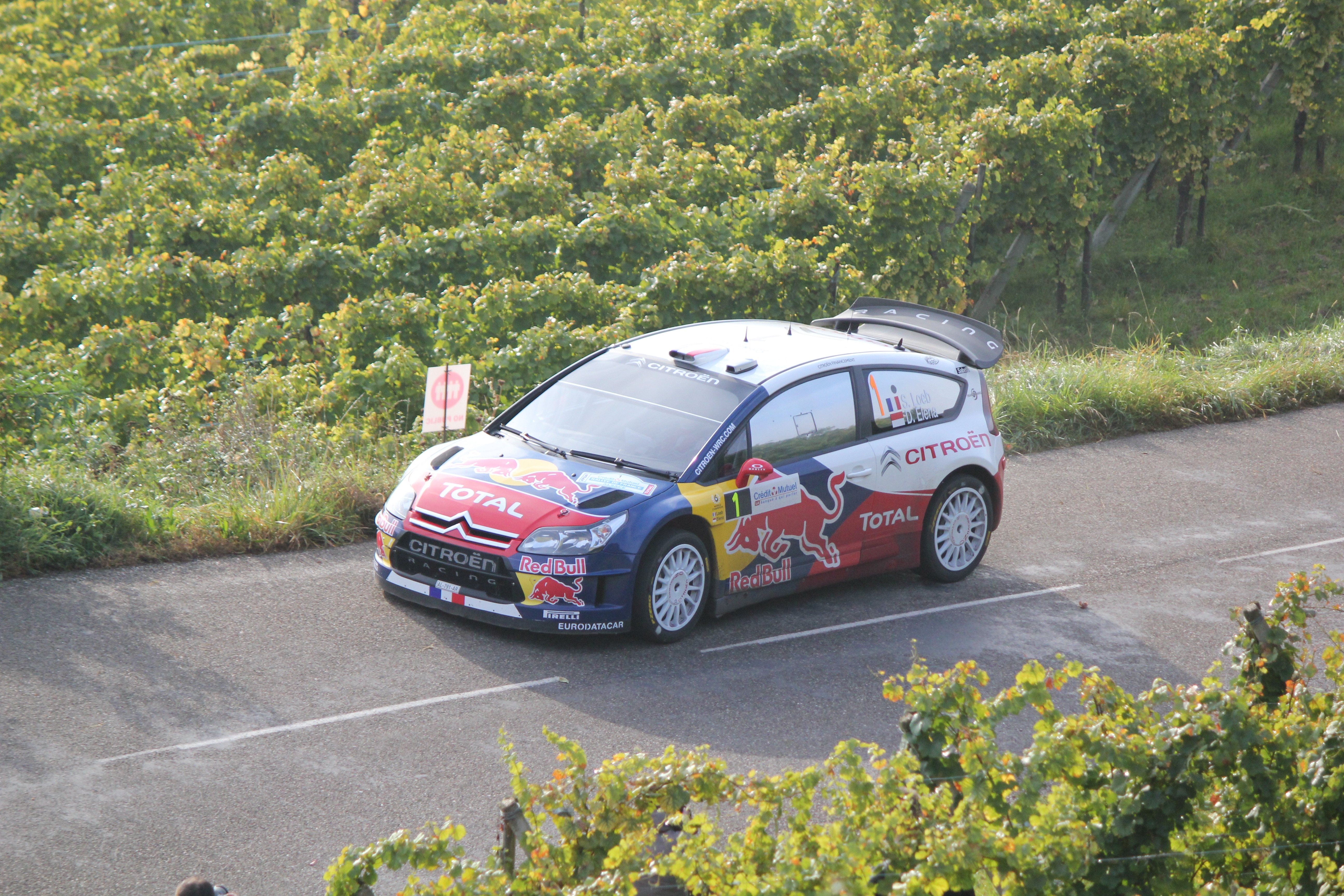
Loeb con el Citroën C4 WRC.

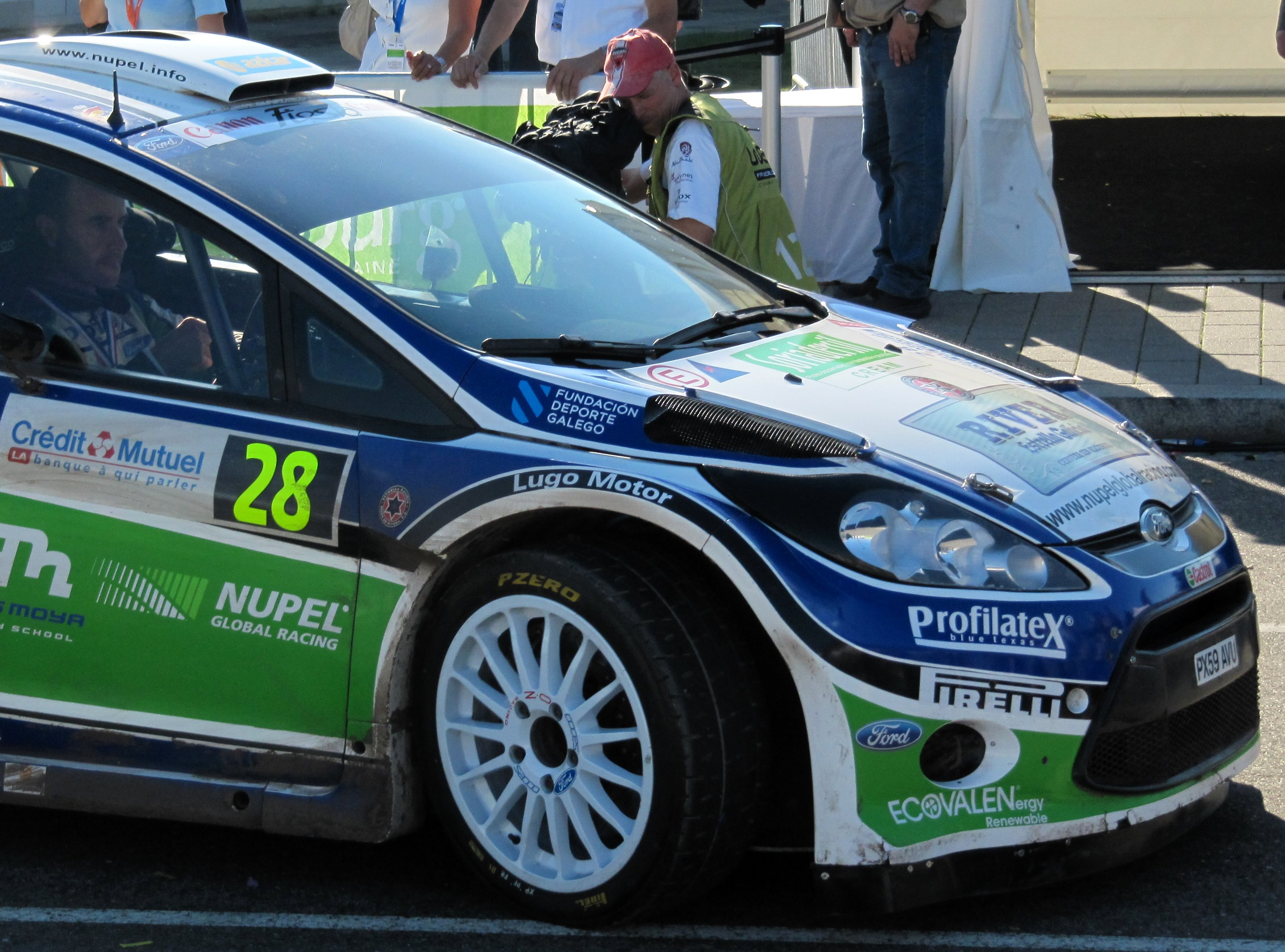
El español Xavi Pons finalizó cuarto en la categoría Super 2000.

| Pos.     | Piloto              | Copiloto                | Automóvil                 | Tiempo    | Diferencia | Puntos  |
| General  | General             | General                 | General                   | General   | General    | General |
| -------- | ------------------- | ----------------------- | ------------------------- | --------- | ---------- | ------- |
| 1.       | Sébastien Loeb      | Daniel Elena            | Citroën C4 WRC            | 3:05:49.3 | 0.0        | 25      |
| 2.       | Dani Sordo          | Diego Vallejo           | Citroën C4 WRC            | 3:06:25.0 | 35.7       | 18      |
| 3.       | Petter Solberg      | Chris Patterson         | Citroën C4 WRC            | 3:07:06.1 | 1:16.8     | 15      |
| 4.       | Jari-Matti Latvala  | Miikka Anttila          | Ford Focus RS WRC 09      | 3:07:18.6 | 1:29.3     | 12      |
| 5.       | Mikko Hirvonen      | Jarmo Lehtinen          | Ford Focus RS WRC 09      | 3:09:33.1 | 3:43.8     | 10      |
| 6.       | Sébastien Ogier     | Julien Ingrassia        | Citroën C4 WRC            | 3:17:45.2 | 11:55.9    | 8       |
| 7.       | Federico Villagra   | Diego Curletto          | Ford Focus RS WRC 08      | 3:20:04.7 | 14:15.4    | 6       |
| 8.       | Matthew Wilson      | Scott Martin            | Ford Focus RS WRC 08      | 3:20:16.2 | 14:26.9    | 4       |
| 9.       | Henning Solberg     | Stéphane Prévot         | Ford Fiesta S2000         | 3:22:38.2 | 16:48.9    | 2       |
| 10.      | Patrik Sandell      | Emil Axelsson           | Škoda Fabia S2000         | 3:23:01.6 | 17:12.3    | 1       |
| SWRC     |                     |                         |                           |           |            |         |
| 1. (10.) | Patrik Sandell      | Emil Axelsson           | Škoda Fabia S2000         | 3:23:01.6 | 0.0        | 25      |
| 2. (11.) | Jari Ketomaa        | Mika Stenberg           | Ford Fiesta S2000         | 3:24:57.6 | 1:56.0     | 18      |
| 3. (14.) | Michał Kościuszko   | Maciek Szczepaniak      | Škoda Fabia S2000         | 3:26:08.6 | 3:07.0     | 15      |
| 4. (15.) | Xavier Pons         | Alex Haro               | Ford Fiesta S2000         | 3:26:09.6 | 3:08.0     | 12      |
| 5. (20.) | Eyvind Brynildsen   | Cato Menkerud           | Škoda Fabia S2000         | 3:32:37.7 | 3:15.2     | 10      |
| 6. (21.) | Martin Prokop       | Jan Tománek             | Ford Fiesta S2000         | 3:33:03.7 | 10:02.1    | 8       |
| 7. (32.) | Bernardo Sousa      | Nuno Rodrigues da Silva | Ford Fiesta S2000         | 3:42:47.1 | 19:45.5    | 6       |
| 8. (43.) | Julien Maurin       | Gilles Thimonier        | Ford Fiesta S2000         | 3:59:58.2 | 36:56.6    | 4       |
| 9. (47.) | Albert Llovera      | Borja Rozada            | Abarth Grande Punto S2000 | 4:10:07.4 | 47:05.8    | 2       |
| PWRC     |                     |                         |                           |           |            |         |
| 1. (16.) | Armindo Araújo      | Miguel Ramalho          | Mitsubishi Lancer Evo X   | 3:28:48.1 | 0.0        | 25      |
| 2. (19.) | Ott Tänak           | Kuldar Sikk             | Mitsubishi Lancer Evo X   | 3:31:14.7 | 2:26.6     | 18      |
| 3. (23.) | Toshi Arai          | Daniel Barritt          | Subaru Impreza WRX STI    | 3:34:19.3 | 5:31.2     | 15      |
| 4. (26.) | Alex Raschi         | Rudy Pollet             | Mitsubishi Lancer Evo X   | 3:36:34.8 | 7:46.7     | 12      |
| 5. (29.) | Anders Grøndal      | Veronica Engan          | Subaru Impreza WRX STI    | 3:39:39.0 | 10:50.9    | 10      |
| 6. (31.) | Wang Rui            | Pan Hongyu              | Subaru Impreza WRX STI    | 3:41:22.7 | 12:34.6    | 8       |
| 7. (35.) | Hayden Paddon       | John Kennard            | Mitsubishi Lancer Evo X   | 3:49:54.1 | 21:06.0    | 6       |
| 8. (38.) | Michel Jourdain Jr. | Oscar Benavente         | Mitsubishi Lancer Evo X   | 3:51:08.2 | 22:20.1    | 4       |
| 9. (48.) | Nicholai Georgiou   | Joseph Matar            | Mitsubishi Lancer Evo X   | 4:11:45.1 | 47:05.8    | 2       |
| JWRC     |                     |                         |                           |           |            |         |
| 1. (22.) | Jérémi Ancian       | Damien Mezy             | Suzuki Swift S1600        | 3:34:09.2 | 0.0        | 25      |
| 2. (24.) | Hans Weijs, Jr.     | Bjorn Degandt           | Citroën C2 S1600          | 3:35:13.3 | 1:04.1     | 18      |
| 3. (27.) | Thierry Neuville    | Nicolas Klinger         | Citroën C2 S1600          | 3:36:51.2 | 2:42.0     | 15      |
| 4. (30.) | Mathieu Arzeno      | Renaud Jamoul           | Citroën C2 S1600          | 3:40:26.1 | 6:16.9     | 12      |
| 5. (36.) | Aaron Burkart       | André Kachel            | Suzuki Swift S1600        | 3:49:55.0 | 15:45.8    | 10      |
| 6. (37.) | Todor Slavov        | Dobromir Filipov        | Renault Clio R3           | 3:50:23.3 | 16:14.1    | 8       |
| 7. (39.) | Harry Hunt          | Sebastian Marshall      | Ford Fiesta R2            | 3:53:52.0 | 19:42.8    | 6       |